# Майдан-Козіць-Дольних
Майдан-Козіць-Дольних (пол. Majdan Kozic Dolnych) — село в Польщі, у гміні П'яскі Свідницького повіту Люблінського воєводства.
Населення — 127 осіб (2011).

## Демографія
Демографічна структура станом на 31 березня 2011 року:
|          | Загалом | Допрацездатний вік | Працездатний вік | Постпрацездатний вік |
| -------- | ------- | ------------------ | ---------------- | -------------------- |
| Чоловіки | 67      | 9                  | 50               | 8                    |
| Жінки    | 60      | 9                  | 35               | 16                   |
| Разом    | 127     | 18                 | 85               | 24                   |